# Peperomia elliptica
Peperomia elliptica là một loài thực vật có hoa trong họ Hồ tiêu. Loài này được (Lam.) A. Dietr. miêu tả khoa học đầu tiên.